# Danthoniopsis barbata
Danthoniopsis barbata är en gräsart som först beskrevs av Christian Gottfried Daniel Nees von Esenbeck, och fick sitt nu gällande namn av Charles Edward Hubbard. Danthoniopsis barbata ingår i släktet Danthoniopsis, och familjen gräs. Inga underarter finns listade i Catalogue of Life.